# Antonio Caballero y Góngora
Antonio Pascual de San Pedro de Alcántara Caballero y Góngora (Priego de Córdoba, 24 maggio 1723 – Cordova, 24 marzo 1796) è stato un arcivescovo cattolico spagnolo e, tra il 1782 ed il 1789, viceré della Nuova Granada.

## Biografia

### In Spagna ed in Nuova Spagna
Caballero y Góngora era figlio di Juan Caballero y Espinar e di Ana de Gongora, una nobile famiglia di Cordova, città dove iniziò gli studi. All'età di 15 anni ricevette una borsa di studio in teologia presso il Colegio de San Bartolomé y Santiago di Granada. Continuò gli studi presso il Colegio Imperial de Santa Catalina, laureandosi nel 1744. Fu ordinato prete il 19 settembre 1750. In quegli anni scrisse una biografia del poeta di Granada José Antonio Porcel y Salablanca.
Nel 1753 fu nominato canonico della cattedrale di Cordova, dove rimase fino al 1775. Fu un uomo acculturato ed amante delle arti. Raccolse dipinti di Diego Velázquez, Peter Paul Rubens, Tiziano ed altri, e la sua biblioteca conteneva le più moderne opere di tutte le branche della conoscenza. Fu anche un numismatico.
Fu nominato vescovo di Yucatán nel 1775. Portò con sé 38 casse di libri, ricchi ornamenti, dipinti e monete. Riorganizzò il Colegio de San Pedro, caduto in disgrazia dopo la cacciata dei gesuiti.

### Arcivescovo di Bogotá
Nel 1777 fu nominato vescovo di Santa Fé de Bogotá, Nuova Granada, da re Carlo III, e confermato dal papa. Vi arrivò il 5 marzo 1778. Operò assiduamente e con successo nel tentativo di pacificare i ribelli della rivolta dei Comuneros. Grazie ai suoi servizi re Carlo lo nominò in seguito membro dell'Ordine di Carlo III e viceré della colonia di Nuova Granada.
Il suo lavoro pastorale fu molto importante. Riformò il sistema erariale e fondò le basi delle sedi vescovili di Mérida e Cuenca. Fallì invece nel tentativo di stabilire una sede vescovile ad Antioquia e nell'unire le diocesi di Panama sotto la stessa giurisdizione di Bogotá (invece che di Lima). Non riuscì neanche a creare il consiglio provinciale della Nuova Granada, come avrebbe sperato.
Nel 1780 la rivolta dei Comunero colpì la Nuova Granada, quasi contemporaneamente alla rivolta di Túpac Amaru in Perù. In gran parte si trattò di una reazione al nuovo sistema di tasse imposto da Carlo III. Per applicare le riforme la corona inviò Juan Francisco Gutiérrez de Piñeres presso la colonia nel 1777, con il titolo di visitador (ispettore). Egli stabilì il monopolio del tabacco, vietandone la coltivazione in alcune regioni, tra cui quelle di Socorro e Chiriquí. Aggiunse nuove tasse sui giochi di carte, creando un ufficio erariale, ed altri sportelli a Cartagena e Bogotá.
La rivolta prese il via a Simacota, e fu portata avanti dai popoli Mestizo, creoli e indigeni. Circa 20 000 uomini marciarono sulla capitale chiedendo l'abrogazione delle nuove tasse, sconfiggendo le truppe coloniali lungo la strada. Il viceré Manuel Antonio Flores aveva abbandonato la capitale trasferendosi a Cartagena per difendersi da un attacco previsto da parte degli inglesi. Il visitador Gutiérrez de Piñeres fu obbligato a fuggire prima dell'arrivo dei Comuneros. L'Audiencia e l'arcivescovo formarono una delegazione per incontrare i ribelli. L'incontro avvenne a Zipaquirá, a soli 60 km dalla capitale.
I ribelli chiesero l'eliminazione delle nuove tasse e la riduzione di quelle vecchie. L'arcivescovo Caballero convinse i membri dell'Audiencia ad accettare le richieste. Fu raggiunto l'accordo il 7 giugno 1781, e l'arcivescovo giurò sul vangelo di mantenere la parola. I ribelli si dispersero. Non appena tornati a Bogotá, invece, Audiencia ed arcivescovo ripudiarono l'accordo. I Comuneros insorsero di nuovo, ma con meno successo. Furono violentemente sedati, ed i loro capi catturati e giustiziati.
Il viceré Manuel de Flores rassegnò le proprie dimissioni il 26 novembre 1781, e fu sostituito da Juan de Torrezar Díaz Pimienta, governatore di Cartagena. Torrezar morì l'11 giugno 1782, solo quattro giorni prima di arrivare nella capitale. Una lettera sigillata aperta dopo la sua morte affermava che il nuovo viceré ad interim sarebbe stato l'arcivescovo Caballero.

### Viceré della Nuova Granada
Toccò a Caballero il compito di riappacificare il vicereame. Espanse ed arricchì l'esercito coloniale, e mandò missionari francescani nelle province coinvolte per tentare di portarvi la pace e l'obbedienza al re. Chiese anche alla corona di abolire le recenti riforme, tra cui la creazione di intendencias nella colonia. Nuova Granada divenne l'unico territorio spagnolo in America senza la presenza di intendencias.
Gli sforzi fatti per ammodernare il vicereame furono molto importanti. Stimolò l'economia, l'industria e le arti, e supportò caldamente la Spedizione Reale Botanica del 1783, guidata da José Celestino Mutis. Nel 1782 e nel 1783 dovette confrontarsi con un'epidemia di vaiolo. Nel 1783 il carattere ad interim della sua carica fu rimosso, ed egli divenne viceré con pieni poteri. Nell'ottobre del 1784 andò a Cartagena per insediare la popolazione indiana nelle città, per sopprimere la ribellione indigena di Darién e per promuovere la colonizzazione. Quest'ultimo progetto non ebbe fortuna. Fondò le nuove missioni di Casanare e San Martín.
Nel 1787 chiese di essere rimosso dall'incarico, richiesta accettata dal re l'anno successivo. Nel 1788 fu nominato vescovo di Cordova. Salpò per la Spagna nell'aprile del 1789. A Cordova fondò la Scuola delle Belle Arti donando la propria collezione personale alla città. Morì qui nel 1796.
Il genere Gongora, un tipo di orchidea, prende da lui il nome.

## Genealogia episcopale e successione apostolica
La genealogia episcopale è:
- Arcivescovo Felipe Ruiz de Ausmendi
- Arcivescovo Isidro Rodríguez Lorenzo, O.S.B.I.
- Vescovo Santiago José Hechavarría y Elguesúa
- Arcivescovo Antonio Caballero y Góngora

La successione apostolica è:
- Vescovo José Carrión y Marfil (1785)
- Arcivescovo Juan Félix de Villegas (1785)
- Vescovo Manel María Trujillo Jurado, O.F.M.Obs. (1793)